# Phyllocrania illudens
Phyllocrania illudens är en bönsyrseart som beskrevs av Henri Saussure och Leo Zehntner 1895. Phyllocrania illudens ingår i släktet Phyllocrania och familjen Hymenopodidae. Inga underarter finns listade i Catalogue of Life.